# Henry A. Lardy
Henry Arnold Lardy (* 19. August 1917 in Roslyn, South Dakota; † 4. August 2010) war ein US-amerikanischer Biochemiker an der University of Wisconsin–Madison.

## Leben
Lardy erwarb 1939 einen Bachelor in Chemie und Molkereiwesen (dairy science) an der South Dakota State University und sowohl 1941 einen Master als auch 1943 einen Ph.D. in Biochemie an der University of Wisconsin. Als Postdoktorand arbeitete er bei Herman Fischer an der University of Toronto, bevor er 1945 an der University of Wisconsin eine erste Dozentenstelle und 1950 eine ordentliche Professur für Biochemie am dortigen Enzym-Institut erhielt. 1988 wurde er emeritiert, blieb aber bis wenige Monate vor seinem Tod wissenschaftlich aktiv.
In einer seiner ersten Arbeiten beschrieb Lardy eine Methode zur Behandlung der Selenvergiftung bei Tieren, die auch erfolgreich beim Menschen angewendet wurde. Er befasste sich später vor allem mit der Zellatmung. Er erforschte die Enzyme, die die Bereitstellung von Adenosintriphosphat (ATP) katalysieren, und konnte feststellen, dass diese Kalium zur Funktion brauchen und thermodynamisch stabil sind. Er klärte die chemischen Mechanismen zahlreicher Enzyme auf, die an biologischen Prozessen beteiligt sind. In den 1940er Jahren entwickelte er gemeinsam mit Paul H. Phillips ein Nährmedium aus Eidotter und Phosphatpuffer, mit dem Samen verschiedener Zuchttiere (begrenzt) lagerfähig gemacht wurde, wodurch künstliche Besamung in der Tierzucht breit verfügbar wurde und der Stoffwechsel von Spermatozoa untersucht werden konnte. Bei diesen Untersuchungen konnte Lardy zeigen, dass 2,4-Dinitrophenol die oxidative Phosphorylierung entkoppelt. Darüber hinaus widerlegte er die Existenz einer Glykolyse ohne Phosphate und zeigte die Funktion des Biotin als Binder des Kohlendioxids in organischen Strukturen (prosthetische Gruppe der Carboxylasen). Späte Arbeiten von Lardy befassten sich mit der Wirkung von Steroiden auf Gewichtsverlust, Gedächtnis und Cholesterinspiegel.
Lardy war mit Annrita Lardy verheiratet, das Paar hatte vier Kinder.

## Auszeichnungen
Lardy wurde mehrfach für sein wissenschaftliches Werk ausgezeichnet. Er erhielt 1949 den Pfizer Award in Enzyme Chemistry, 1981 den Wolf-Preis in Agrarwissenschaft, 1984 den Amory Prize der American Academy of Arts and Sciences und 1988 den William C. Rose Award der American Society for Biochemistry and Molecular Biology (ASBMB). 1958 wurde er zum Mitglied der National Academy of Sciences gewählt, 1965 in die American Academy of Arts and Sciences und 1976 in die American Philosophical Society.